# Uroleucon hymenocephali
Uroleucon hymenocephali är en insektsart. Uroleucon hymenocephali ingår i släktet Uroleucon och familjen långrörsbladlöss. Inga underarter finns listade i Catalogue of Life.